# Монсон (Каліфорнія)
Монсон (англ. Monson) — переписна місцевість (CDP) в США, в окрузі Туларе штату Каліфорнія. Населення — 152 особи (2020).

## Географія
Монсон розташований за координатами 36°29′34″ пн. ш. 119°20′9″ зх. д. / 36.49278° пн. ш. 119.33583° зх. д. (36.492737, -119.335745).  За даними Бюро перепису населення США в 2010 році переписна місцевість мала площу 1,27 км², уся площа — суходіл.

## Демографія
Згідно з переписом 2010 року, у переписній місцевості мешкало 188 осіб у 49 домогосподарствах у складі 42 родин. Густота населення становила 148 осіб/км².  Було 52 помешкання (41/км²).
Расовий склад населення:
| - 64,4 % — білих - 2,7 % — корінних американців - 2,1 % — азіатів - 0,5 % — чорних або афроамериканців - 30,3 % — осіб інших рас |

До двох чи більше рас належало 0,0 %. Частка іспаномовних становила 78,2 % від усіх жителів.
За віковим діапазоном населення розподілялося таким чином: 30,9 % — особи молодші 18 років, 57,9 % — особи у віці 18—64 років, 11,2 % — особи у віці 65 років та старші. Медіана віку мешканця становила 27,2 року. На 100 осіб жіночої статі у переписній місцевості припадало 102,2 чоловіків;  на 100 жінок у віці від 18 років та старших — 113,1 чоловіків також старших 18 років.
За межею бідності перебувало 45,6 % осіб, у тому числі 81,3 % дітей у віці до 18 років та 0,0 % осіб у віці 65 років та старших.
Цивільне працевлаштоване населення становило 110 осіб. Основні галузі зайнятості: науковці, спеціалісти, менеджери — 30,0 %, освіта, охорона здоров'я та соціальна допомога — 17,3 %, транспорт — 13,6 %, роздрібна торгівля — 10,0 %.